# 마이클 로스배시
마이클 모리스 로스배시(영어: Michael Morris Rosbash, 1944년 3월 7일 ~ )는 미국의 유전학자, 시간생물학자이다. 2017년에 생체시계를 통제하는 분자 메커니즘을 발견한 공로로 제프리 C. 홀, 마이클 W. 영과 함께 노벨 생리학·의학상을 수상했다.

## 수상 경력
- 2011년 : 루이자 그로스 호르위츠상[3]
- 2012년 : 가드너 국제상[4]
- 2012년 : 매스리상[5]
- 2013년 : 와일리상[6]
- 2017년 : 노벨 생리학·의학상[7]

## 같이 보기
- 활동일 주기